# Victor Castegren
Adolf Victor Teodor Castegren, född 12 mars 1861 i Stockholm, död där 27 december 1914, var en svensk skådespelare, regissör och teaterledare med finländsk bakgrund.

## Familj
Castegrens farfar, som var finsk, hade på 1820-talet flyttat till Döderhultsvik, där han ägde och drev en större fabriksrörelse, som sonen – Victor Castegrens far – sedermera övertog och innehade till sin död 1888. 14 augusti 1887 gifte han sig med Hilda Castegren. De fick tre döttrar: skådespelaren Sickan Castegren, Greta Castegren (1890-1966), gift med direktören vid Hallbergs Guldsmeds AB, Sven Jahnsson samt Karin Castegren (1892-1965).

## Biografi
Castegren började sin teaterkarriär vid Mindre teatern i Stockholm år 1880 och gjorde sin debut som Modig i Peder Rank och hans fästmö. Han var åren 1884–1887 vid Nya teatern i Stockholm, och 1887–1904 vid Svenska Teatern i Helsingfors, där han från 1899 var teaterledare. Åren 1904–1906 var han direktör vid Stora Teatern i Göteborg och från 1906 regissör vid Svenska teatern i Stockholm. 
Han begravdes på Norra begravningsplatsen, kvarter 19A2, gravnummer 616 den 31 december 1914.

## Teater

### Roller (ej komplett)
| År   | Roll                                          | Produktion                                                          | Regi             | Teater                              |
| ---- | --------------------------------------------- | ------------------------------------------------------------------- | ---------------- | ----------------------------------- |
| 1880 | Modig                                         | Peder Rank och hans fästmö Olof Hermelin                            |                  | Mindre teatern                      |
| 1881 | Farin, borgare                                | Musketörerne i Klostret Louis Varney, Jules Prével och Paul Ferrier |                  | Mindre teatern                      |
| 1881 | Ett stadsbud                                  | Under förmälningshögtidligheterna Frans Hedberg                     |                  | Mindre teatern                      |
| 1881 | En järnvägstjänsteman                         | Pariserliv Jacques Offenbach, Henri Meilhac och Ludovic Halévy      |                  | Mindre teatern                      |
| 1881 | Barbavano, rövare                             | Frihetsbröderna Jacques Offenbach, Henri Meilhac och Ludovic Halévy |                  | Mindre teatern                      |
| 1882 | En poliskonstapel                             | Gipsfiguren Th Taube                                                |                  | Mindre teatern                      |
| 1882 | Penelon                                       | Greven av Monte Christo Alexandre Dumas den äldre                   |                  | Mindre teatern                      |
| 1882 | Hammarberg, husdräng                          | Positivhataren August Blanche                                       |                  | Mindre teatern                      |
| 1882 | Hassan-Bey, ledare för ett band Basji-bosuker | Fatinitza Franz von Suppé, Friedrich Zell och Richard Genée         |                  | Mindre teatern                      |
| 1882 | Jullander                                     | Öregrund-Östhammar Selfrid Kinmanson                                |                  | Mindre teatern                      |
| 1882 | Vedovello, carbonar                           | Carbonanerna Carl Zeller och Moritz West                            |                  | Mindre teatern                      |
| 1888 | Farinelli                                     | Farinelli Hermann Zumpe, F. Wilibald Wulff och Charles Cassmann     |                  | Djurgårdsteatern                    |
| 1889 | Asmodeus                                      | Den ondes besegrare Thomas Overskou                                 |                  | Svenska teatern, Helsingfors        |
| 1893 | Forstmästar Sandell                           | Sylvi Minna Canth                                                   |                  | Svenska Teatern, Helsingfors        |
| 1893 | Frans von Staff                               | Hjärter dam Max Bernstein                                           |                  | Svenska Teatern, Helsingfors        |
| 1893 | Fritz Triddelflitz                            | Livet på landet Fritz Reuter                                        |                  | Svenska Teatern, Helsingfors        |
| 1893 | Notarien Karl Lindvall                        | Detektiven Pehr Staaff                                              |                  | Svenska Teatern, Helsingfors        |
| 1893 | Hasse, bataljmålare                           | Hjältedrömmar Adolf Paul                                            |                  | Svenska Teatern, Helsingfors        |
| 1893 | Victor Lund, ingenjör                         | Amors droska Rudolf Kneisel och Hermann Hirschel                    |                  | Vasateatern                         |
| 1893 | Antonin Plinchard                             | Lili Hervé, Alfred Hennequin och Albert Millaud                     |                  | Vasateatern Stora Teatern, Göteborg |
| 1893 |                                               | Söndagsbarnet Karl Millöcker, Hugo Wittmann och Julius Bauer        |                  | Stora Teatern, Göteborg             |
| 1894 | Gusman de Follebraise, bataljmålare           | Herre, tag bort er dotter Eugène Labiche                            |                  | Vasateatern                         |
| 1894 | En turist                                     | En séance vid Saltsjöbaden Harald Leipziger                         |                  | Vasateatern                         |
| 1897 | Wilhelm                                       | Axel och Walborg Adam Oehlenschläger                                | August Arppe     | Svenska Teatern, Helsingfors        |
| 1897 | Fritz Bernhardy                               | Tokerier Carl Laufs                                                 | Mauritz Swedberg | Svenska Teatern, Helsingfors        |

### Regi (ej komplett)
| År   | Roll                             | Produktion                             | Teater                     |
| ---- | -------------------------------- | -------------------------------------- | -------------------------- |
| 1907 | Kronbruden                       | August Strindberg                      | Svenska teatern, Stockholm |
| 1909 | Bjälbojarlen                     | August Strindberg                      | Svenska teatern, Stockholm |
| 1909 | Tjänaren i huset                 | Charles Rann Kennedy                   | Svenska teatern, Stockholm |
| 1910 | De ungas förbund                 | Henrik Ibsen                           | Svenska teatern, Stockholm |
| 1911 | Lögnens ansikten                 | Stellan Rye                            | Svenska teatern, Stockholm |
| 1911 | Ett handelshus En fallit         | Bjørnstjerne Bjørnson                  | Svenska teatern, Stockholm |
| 1911 | Gustav Vasa                      | August Strindberg                      | Svenska teatern, Stockholm |
| 1912 | Anna Karenina Anna Karénine      | Edmond Guiraud                         | Svenska teatern, Stockholm |
| 1913 | Kasernluft Kasernenluft          | Hermann Martin Stein och Ernst Söhngen | Svenska teatern, Stockholm |
| 1913 | Majolika                         | Leo Walter Stein och Ludvig Heller     | Svenska teatern, Stockholm |
| 1914 | Resan omkring jorden på 40 dagar | Algot Sandberg                         | Oscarsteatern              |
| 1914 | Svanevit                         | August Strindberg                      | Svenska teatern, Stockholm |